# Rousanou

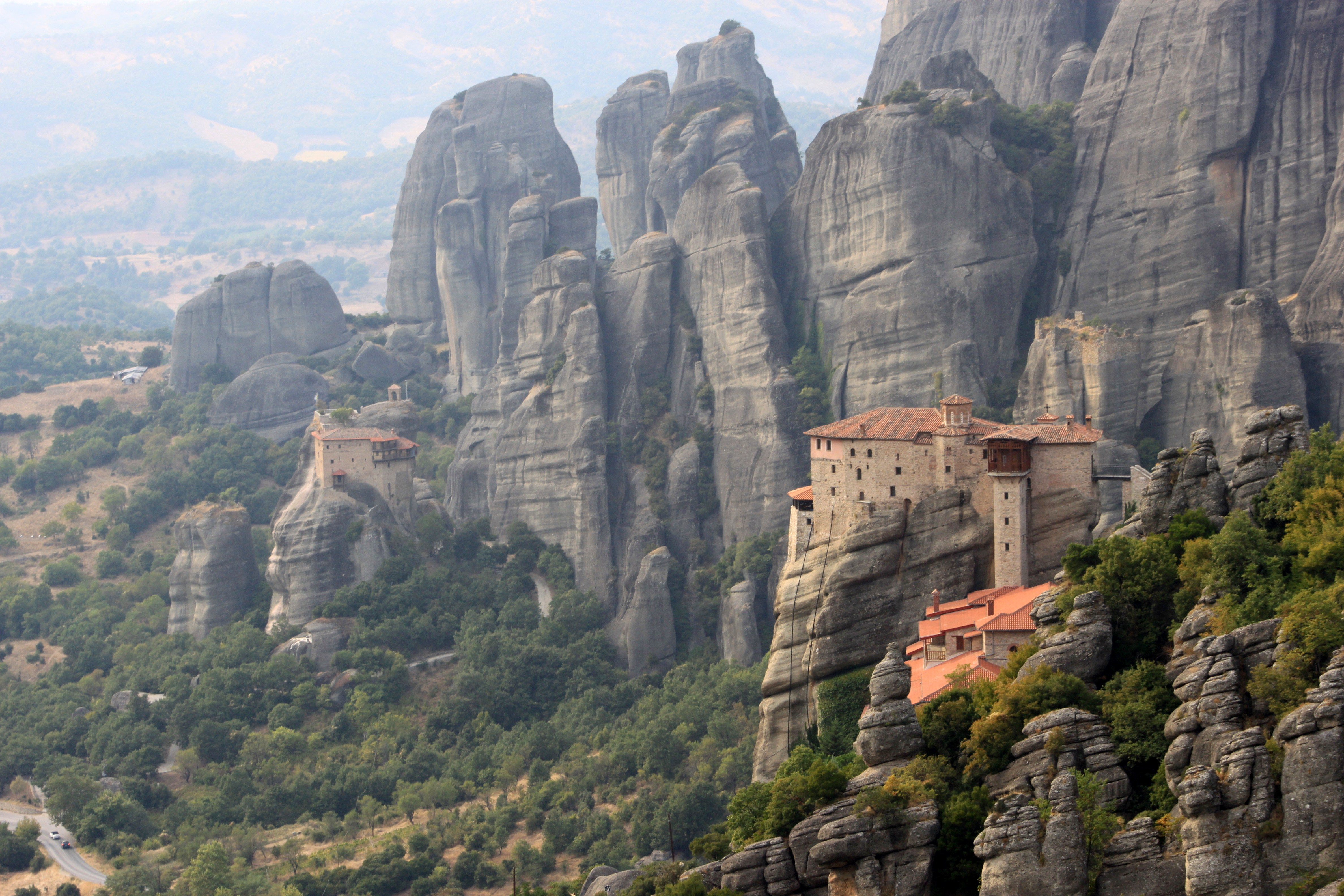
Klostret Rousanou

Rousanou är ett kloster i världsarvet Meteora som ligger på lägre höjd än övriga kloster i området och är därmed mer lättillgängligt. Klostret grundades runt 1545 av Joasaph och Maximos, två bröder som byggde det på ruinerna av en ännu äldre kyrka. I kyrkan finns bland annat väggmålningar. Klostret är tillägnat Sankta Barbara och anledningen till att klostret har namnet Rousanou är inte känt, men det kan vara namnet på en eremit på platsen innan klostret grundades. Under andra världskriget skadades klostret av tyskarna. Sen 1988 bebos klostret av ett litet antal nunnor.